# Plukenetia volubilis
Plukenetia volubilis, tiếng Quechua nơi cây mọc tự nhiên là sacha inchi. "Sacha" có nghĩa "cây, rừng, dại", còn "inchi" là "lạc, tức đậu phộng". Các ngôn ngữ cũng dựa theo đó gọi là lạc sacha, lạc núi, lạc Inca. Báo chí tiếng Việt thì dùng tên sachi. Đây là một loài thực vật có hoa trong họ Đại kích (Euphorbiaceae). Loài này được Carl Linnaeus miêu tả khoa học đầu tiên năm 1753.

## Miêu tả
Đây là một loài dây leo, đa niên, lá có lông tơ. Cây xuất phát từ vùng nhiệt đới châu Nam Mỹ có mặt ở các nước Suriname, Venezuela, Bolivia, Colombia, Ecuador, Peru và tây bắc Brasil. P volubilis cũng có mặt trên chuỗi hải đảo Hứng Gió (tiếng Anh: Windward Islands) thuộc biển Caribe. Ngày nay P volubilis được canh tác quy mô ở nhiều nơi như Đông Nam Á, nhất là Thái Lan. Tại Việt Nam sachi đã được trồng trên Tây Nguyên (2015), và Hòa Bình (2017), đến năm 2018 thì đạt 1500 hecta kể cả Bình Thuận, Điện Biên.
Trong vùng bản địa nhiệt đới rừng mưa Amazon đất trũng dân địa phương đã canh tác cây này mấy thế kỷ qua. Ở trên cao độ 1.700 m (5.500 ft) thì cây vẫn mọc được miễn là vũ lượng đủ và đất dễ thoát nước. Cây quen với thổ nhưỡng đất chua và đất bồi ven sông. Cây giỏi chịu hạn.
Dây P volubilis có thể mọc vươn cao tới 2 mét (6' 6"), lá hình tim, rìa có răng cưa, mọc so le. Lá dài 10–12 cm (4"-4,7"), rộng 8–10 cm (3,1-3,9"), cuống khoảng 2–6 cm (0,8-2,3"). Khi mới nảy mầm, hai lá mầm mọc hở, tương tự như cây hạnh. Bao bọc lá mầm lớp màng màu trắng nhạt. Cây mọc nhanh, nếu không muốn bò thì đóng giàn để dây leo, chỉ năm (5) tháng tuổi thì trổ hoa, tám (8) tháng thì thành hột. Hoa đực nhỏ li ti màu trắng mọc thành chùm dài. Hoa cái mọc ở cuống chùm. Vùng nhiệt đới P volubilis ra hoa quanh năm.
Trái là dạng quả nang đường kính 3–5 cm phân thành 4 tới 7 múi, gọi là thùy. Mỗi thùy có hột hình bầu dục màu nâu sẫm, đường kính 1,5–2 cm, nặng 45-100 gram. Khi non màu xanh lục đến khi chín thì ngả màu nâu rồi đen khi già. Trái có thịt mềm và nhão màu đen trông không hấp dẫn mà cũng không ăn được. Muốn thu hoạch thay vì hái khi chín, người ta nguyên trái trên cây cho khô hẳn mới hái về. Khi hai năm tuổi thì năng suất lên đến hàng trăm trái, cung cấp 400-500 hột mỗi năm mấy kỳ. Hột tươi không ăn được, nhưng bóc vỏ rồi đem rang lên thì ăn ngon.

## Thành phần hạt
Hạt inchi chứa nhiều protein (27%) và dầu (35 - 60%). Dầu chứa nhiều các axit béo thiết yếu như axit omega-3 linolenic (≈45-53% tổng hàm lượng chất béo) và axit omega-6 linoleic (≈34-39% tổng hàm lượng chất béo), cũng như axit omega-9 không thiết yếu (≈6-10% tổng hàm lượng chất béo).
hạt sachi cũng có chứa nhiều vitamin E,A các khoáng chất như kali,magnesi,calci, chất xơ cùng nhiều chất chống oxi hoá khác. nó còn cung cấp 1 lương calo tương đối đáp ứng nhu cầu hoạt động, tập luyện. 28g hạt  này sẽ bổ siung cho bạn khoảng 170 calo

## Sử dụng ngày nay
Dầu sacha inchi có hương vị phảng phất với vị hạt dẻ và có thể thích hợp với một loạt các món ăn, mặc dù nếu dùng hàng ngày trong một tuần thì một số người trong thử nghiệm có biểu hiện chấp nhận thấp loại dầu ăn này. Chứa nhiều axit alpha-linolenic, loại dầu ăn này đã được đánh giá trong một nghiên cứu về tiêu hóa kéo dài 4 tháng (10-15 ml/ngày) đối với người lớn, chỉ ra rằng nó là an toàn và có xu hướng gia tăng nồng độ cholesterol HDL trong máu.
Tại Peru trong năm 2009, nhóm nhân đạo Oxfam đã hỗ trợ kỹ thuật trồng sacha inchi như một loại cây trồng thu hoa lợi cho các nhóm sắc tộc bản xứ, như người Ashaninka.
Sacha Inchi có hàm lượng cao tryptophan (một loại hormone và chất dẫn truyền thần kinh) giúp não giải phóng căng thẳng và cảm thấy tốt hơn, làm giảm cholesterol xấu (LDL) và tăng cholesterol TỐT (HDL), tăng cường Omega-3 giúp cơ thể hấp thụ calci, giúp cải thiện mật độ và sức khỏe của xương

## Hình ảnh

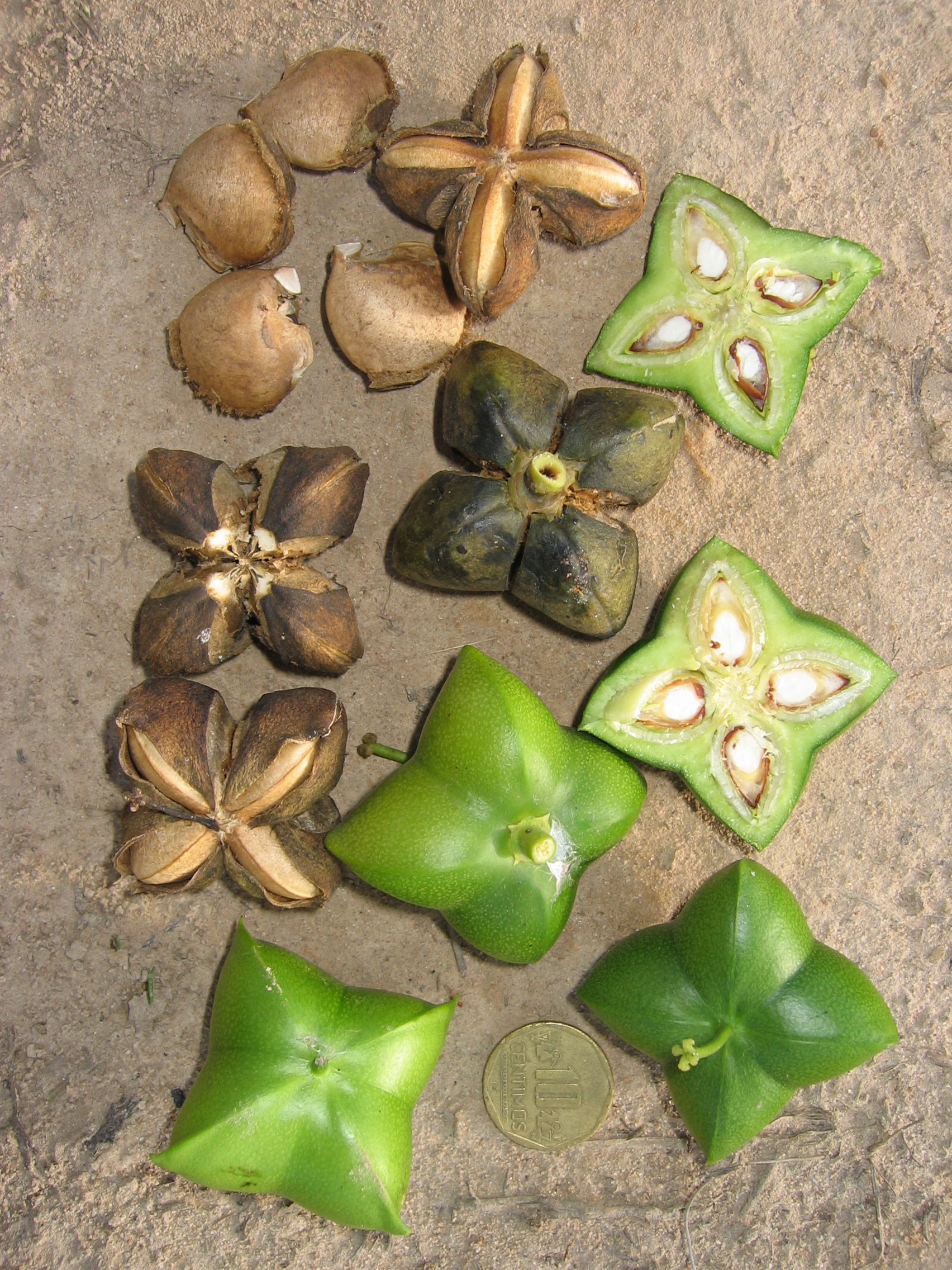
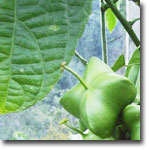
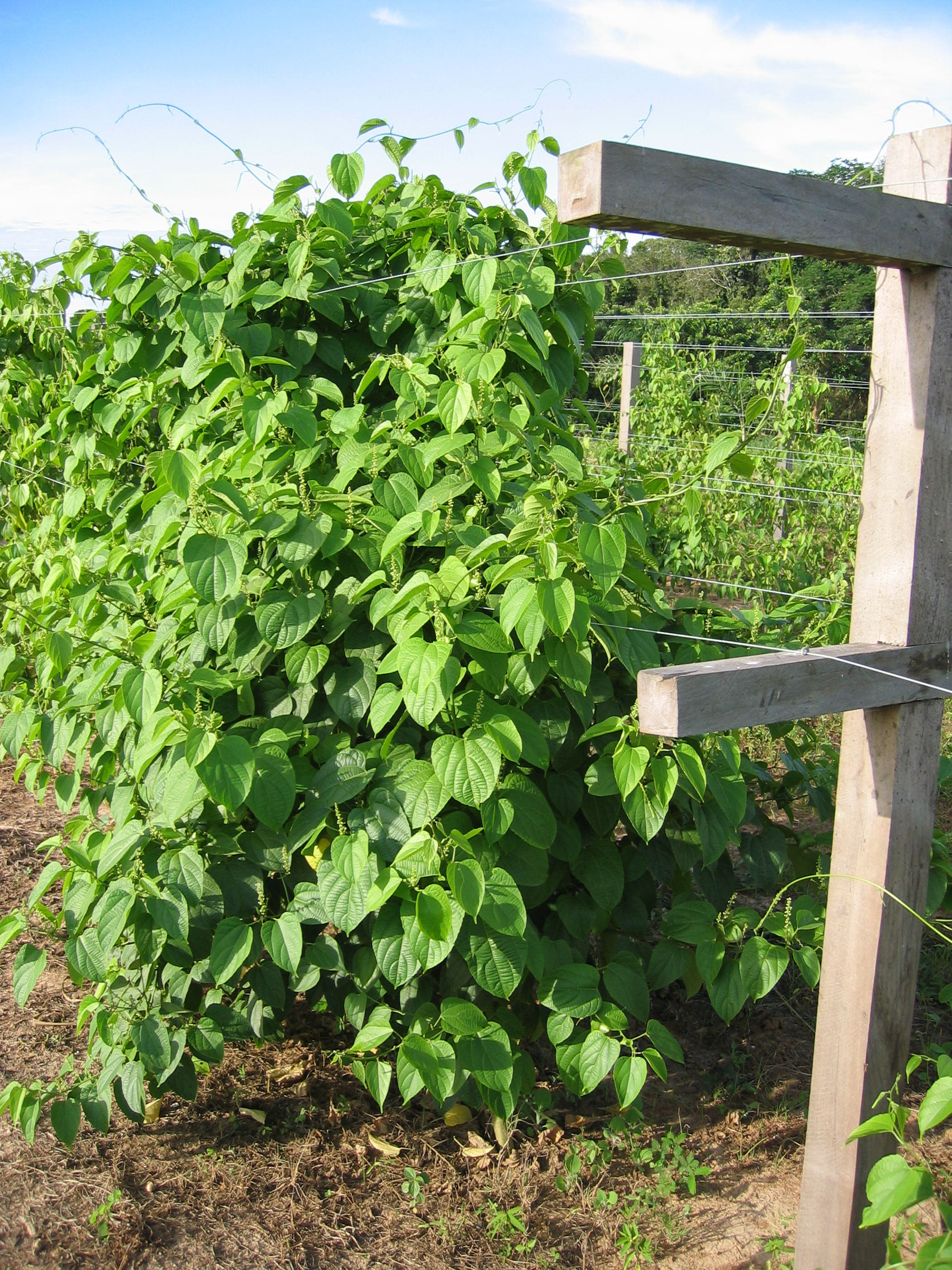
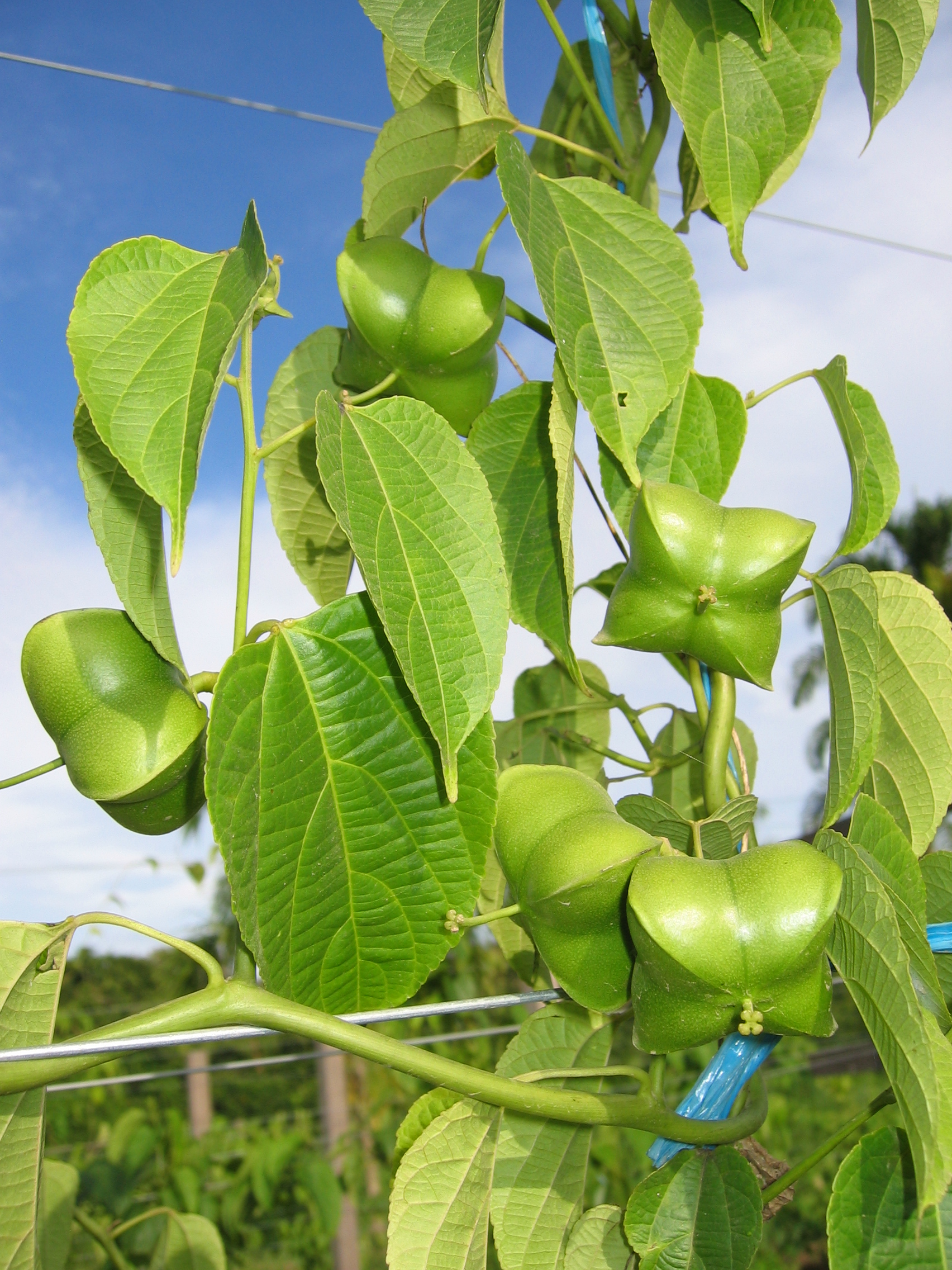
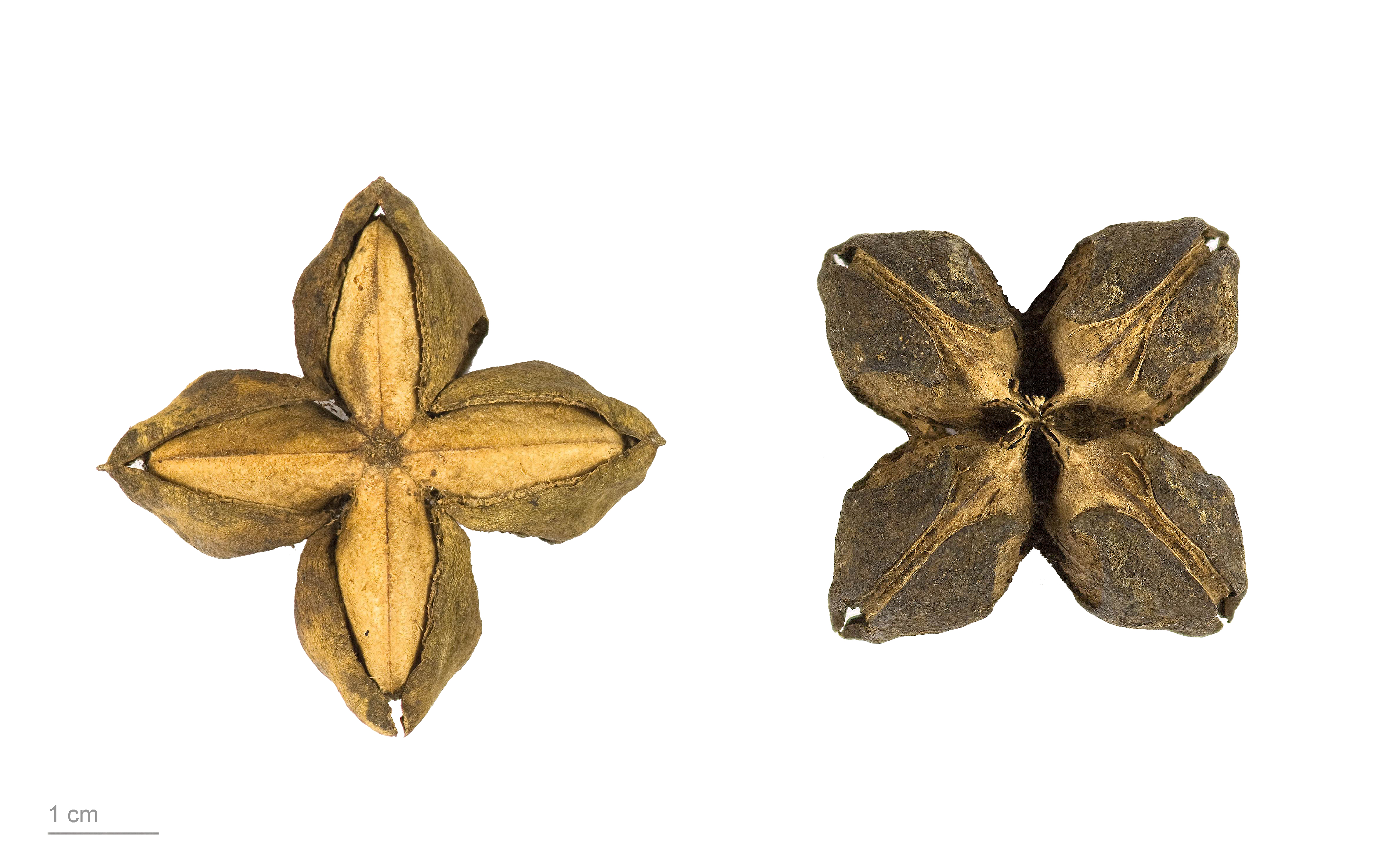
Plukenetia volubilis - Museum specimen